# Regionalno potniško letalo
Regionalno potniško letalo (ang. Regional Airliner, večkrat RegionalJet) je ozkotrupno potniško letalo za krajše lete (ang. Feederliner) do 1000 kilometrov in po navadi ne več kot 100 potnikov. Velikokrat se uporabljajo kot povezava manjših regionalnih letališč do velikih (ang.) Hub-ov, kjer potniki presedejo na večja letala. Regionalna letala po navadi potrebujejo manjšo vzletno in pristajalno razdaljo (STOL), s čimer se zelo poveča število destinacij.
Velika večina regionalnih letal je dvomotorna, izstopata Dash 7 in British Aerospace 146. Motorji so največkrat turboventilatorski ali pa turbopropelerski. Slednji so počasnejši vendar pa bolj ekonomični in v zadnjem času doživljajo renesanso npr. ATR-72. V bližnji prihodnosti lahko pričakujemo večje dvomotorno turbopropelersko letalo kapacitete okrog 100 sedežev.

## Turbopropelerska regionalna letala
V 1950ih so zasnovali nove ekonomične turbopropelerske motor, ki so začeli nadomščati batne motorje. Imeli so manjše stroške vzdrževanja in kar petkrat daljši čas med servisi. Primerih takih letal so Hawker Siddeley HS 748, Fokker F27 Friendship in Handley Page Dart Herald. Bili so zelo uspešni , zato je trajalo precej časa, da so razvili nova letala. Začeli so tudi razvijati t. i. STOL - letala s kratko vzletno in pristajalno razdaljo, kar je omogočila delovanje z več letališč s krajšo stezo. V 1970ih se je pojavil štirimotorni De Havilland Canada Dash 7, ki se je pozneje razvil v zelo uspešnega Bombardier Dash 8, znan tudi kot Q-series, ki je bil precej hitrejši. V 1980ih so se pojavili podobni dizajni ATR 42/72, Saab 340, Embraer EMB 120 Brasilia in Fokker 50. Trg je bil prepravljen z veliko različnimi tipi, zato se nekateri proizvajalci propadli (Saab, Fokker).

## Reaktivna regionalna letala
Pojav RegionalJet-ov je povzročil precejšen upad turbopropelerskih regionalnih letal. Potovali so z večjo hitrostjo, pa tudi potniki so rajši leteli na reaktivnih letalih. Prvi modeli so se pojavili v koncu 1950ih Sud Aviation Caravelle, Fokker F28 Fellowship in Jakovljev Jak-40. Sprva so uporabljali turboreaktivni motor, ki ga pozneje nadomestil tišji in ekonomičnejši turboventilatorski motor. Pozneje ob koncu 1980ih in začetku devetdesetih so se pojavili uspešni Canadair Regional Jet in Embraer Regional Jet. Airbus je poskušal s svojim neuspešnim A318, Boeing pa prav tako neuspešnim z 737-600.
V zadnjih letal se trg reaktivnih regionalnih letal občutno povečuje: Embraer E-Jet in E2, Bombardier CSeries, Mitsubishi Regional Jet, Suhoj Superjet, Comac ARJ21, Antonov 148